# ولی‌مونت
ولی‌مونت (به انگلیسی: Valleymount) یک منطقهٔ مسکونی در ایرلند است که در شهرستان ویکلو واقع شده‌است.

## خصوصیات
ولی‌مونت ۱۹۸ متر بالاتر از سطح دریا واقع شده‌است.